# 俠盜獵車手：三部曲 – 最終版
《侠盗猎车手：三部曲 – 最终版》是《侠盗猎车手III》、《侠盗猎车手：罪恶都市》及《侠盗猎车手：圣安地列斯》这三款游戏的复刻版合集。该游戏经Grove Street Games开发由Rockstar Games于2021年11月11日在Microsoft Windows、PS5、PS4、Xbox Series X/S、Xbox One及任天堂Switch上推出，於2023年12月15日登陸iOS及Android平台。

## 更新内容
《侠盗猎车手：三部曲 - 最终版》为侠盗猎车手三部曲《侠盗猎车手III》、《侠盗猎车手：罪恶都市》与《侠盗猎车手：圣安地列斯》的复刻版。复刻的三部曲重建照明系统，改良载具及角色模型，重新设计了导航及平视显示，改进阴影、反射及绘制距离。控制方法也与《侠盗猎车手V》看齐，游戏存档系统设有自动存档功能。另外，任天堂Switch版本还支持触控控制及陀螺仪瞄准。一些音乐曲目和原游戏中的作弊码被移除。

## 开发与发行
最终版由负责三部曲移动端及《圣安地列斯》PlayStation 3和Xbox 360版移植的Grove Street Games开发，Rockstar Games发行。最终版耗时两年采用虚幻4引擎开发，原版引擎为RenderWare；开发团队发现游戏移植后看起来太“干净”，需要让它看起来更脏以维持经典造型。Rockstar曾拒绝跟随电子游戏重制的潮流，但最终觉得复刻（复刻一般比重制难度小，改动小）是一个“维持下一个十年的地位”的方法。他们发现侠盗猎车手3由于年代過早，是三部曲中最难升级的一部；与其相比，圣安地列斯更简单，因为原来的設計部门当时已经学会了利用硬件。
团队想要最终版能够维持原来游戏的感觉，作为其中的一部分，他们复制了原来的代码。他们起初试图从头开始重建一些主要建筑，比如主角的房子，但注意到与其他建筑相比质量上存在一种差异。一些原游戏的资源得到了改进，其它最终被完全重建。团队在进行手动调整前使用了一个人工智能（AI）项目用于升级纹理，制作人Rich Rosado估计超过10万条纹理被改变。添加的导航功能也应用了AI，通过寻路以及分析被非玩家角色采取的路线，尽管它需要一些手动调整。团队发现由于现有技术这些实现起来很轻松，他们想要最终版在全平台流畅运行，同时还能利用更高端的硬件。
该团队研究了所有三款游戏以确定它们的特点，比如罪恶都市的“明亮的霓虹灯”和圣安地列斯的橙色的天空。他们添加了全天变化的动态色彩，并修正了太阳，月亮，星星和云的位置和移动。他们也改变了一些天气效果，比如雨滴下落和水坑堆积以及它们的光反射。原来的游戏使用“烘焙光”-“光线不来自任何地方因为我们只需调亮指定场景”-最终版使用来自天空的光照明，这迫使团队添加人造光源比如小巷里的灯柱以避免一些地点的黑暗。游戏中的所有树和叶子，以及一些室内设计元素被来自侠盗猎车手5的更高质量的资源代替，团队希望它们能自然地融入环境。
由于同时复刻三款游戏的规模特别是圣安地列斯的巨大，Rosado曾称“艺术挑战本身在早期就觉得无法克服”，该团队避免让游戏看起来过于逼真，因为他们觉得角色（其动作捕捉数据被编码为原始漫画化的线框模型）看起来不合适。他们想要角色维持原来的外观，指出游戏“必须看起来像你记忆中的样子”。他们在处理角色时遇到了困难，因为他们觉得给“以前没有细节的地方”添加细节可能会与玩家扮演的角色设计的“心理形象”冲突。团队咨询过Rockstar North的开发者们，包括一些游戏原来的艺术家们。原游戏的许多资料比如源文件，纹理，参考资料和角色模型-由于缺乏档案而无法找到，因为原开发团队“从没想过（他们将）必须重温这些项目”。
最终版的存在最初由Kotaku于2021年8月率先确认，当时他们的报道声称开发工作由Rockstar Dundee率领。9月，韩国游戏物管理委员会披露三部曲的评级，继续引发媒体猜测。10月初，Rockstar Games启动器的一次更新包含了引用游戏的数据，比如图标、艺术品及成就。10月8日，适逢《侠盗猎车手III》原版发行20周年，Rockstar正式公布三部曲最终版，表示最终版会“全面升级”，同时“保留原版的经典外观及感觉”。最终版采用虚幻引擎开发。
发售日期方面，最终版于2021年11月11日登陆Microsoft Windows、任天堂Switch、PlayStation 4、PlayStation 5、Xbox One和Xbox Series X/S平台，实体版12月7日开售，iOS和Android版於2023年12月14日推出（須擁有Netflix會員才能遊玩）。其中Windows版支持英伟达DLSS，PlayStation 5和Xbox Series X/S支持60帧4K超高清画面。10月22日，最终版首支完整预告片及展现画质增强的截图公开，预购活动同日开启。
原版三部曲的主机版及Windows版于2021年10月13日从数字零售平台下架，引来玩家及记者批评，理由是担心影响到电子游戏保存工作、缺乏版本之间的选择、重新上架的版本可能会像以往那样删掉授权过期的音乐。游戏发售后，Rockstar证实最终版中的音乐与最近重新上架的2014年三部曲相比，罪恶都市和圣安地列斯失去了超过30首歌曲。一些作弊码由于在虚幻引擎上表现不佳也被移除。。
游戏原定于北美东部时区（UTC−5）11月11日上午10点上线，但PlayStation Store出错，导致预购玩家在午夜时分就可以解锁游戏，其中澳大利亚和新西兰的PlayStation 4和PlayStation 5玩家提前一天玩到游戏，最终PlayStation Store临时从数字列表下架游戏。游戏发行时，Rockstar Games Launcher停机维护大致28小时，使得在Windows无法购买和游玩游戏。启动器恢复后游戏仍未上架，Rockstar方面解释停机的目的是“删除意外包含在（游戏）中的文件”。根据数据挖掘师披露的情报，媒体认为意外包含的文件是授权过期的电台歌曲、开发人员的注释及《圣安地列斯》有争议的热咖啡小游戏。Windows版本在三天不可用后于11月14日恢复。游戏还出现了卡顿问题。

## 評價
遊戲上市後劣評如潮，在匯總評分網站Metacritic上滿分10分錄得0.5至0.9分的低分。不少玩家批評新模型比舊模型質素更差，玩家諷刺Rockstar母公司Take-two之所以在遊戲上市前數個月採取法律手段下架社群推出模組是因為他們自知社群模組的效果比最終版更好。Rockstar更一度因為自家遊戲啟動器問題而將PC版本完全下架，使得PC玩家完全無法遊玩。
Kotaku批評遊戲感覺「尚未完成」，指雖然重製版改進了控制和用戶界面，但仍然存在不少故障、照明問題以及模型紋理錯誤。Video Games Chronicle直斥遊戲遠非「最终版」，批評遊戲存在不少問題，例如故障以及人物模組等。Nintendo Life批評遊戲的射擊控制奇差，且畫面幀率频频出现下降。
对于游戏的负面评价，Grove Street Games首席执行官Thomas Williamson表示“很享受对我们工作室进行这种前所未有的审查”，2021年11月19日，Rockstar对游戏的技术问题致歉， 承认游戏“在推出时没有达到我们自己的质量标准，也没有达到我们粉丝们期望的标准”。Rockstar报告称开发成员在网上受到骚扰，并希望社区“保持尊重文明讨论”。2022年1月，Take-Two首席执行官Strauss Zelnick表示，游戏发行时出现的“小型故障”已经解决，游戏的表现“对公司来说特别好”；一些记者认为泽尔尼克是在试图淡化游戏的主要问题。次月，泽尔尼克重申“游戏肯定存在一些质量问题”，公司“确实做的不够好”，但说出这些问题已经得到解决。据业内人士透露，该游戏的差评如潮导致Rockstar搁置了《侠盗猎车手IV》和《荒野大镖客》的重置版开发，转而专注于下一部《侠盗猎车手》的开发。